# 长毛岭乡
长毛岭乡（藏語：ཁྲ་མོ་གླིང་），是中华人民共和国西藏自治区昌都市类乌齐县下辖的一个乡镇级行政单位。

## 行政区划
长毛岭乡下辖以下地区：
木尺村、珠江村、学塔村、岗塔村、普穷村、德塔村、岗雄村、沙尼村、达雄村、龙桑村、协塘村、岗格村、贡达村和曲格村。